# Oenoptera
Oenoptera là một chi bướm đêm thuộc họ Noctuidae, có ở Sri Lanka (Hampson) và Guyane thuộc Pháp (Schaus).

## Loài
- Oenoptera acidalica Hampson 1910
- Oenoptera albimacula Hampson 1918
- Oenoptera leda Schaus 1914
- Oenoptera purpurea Hampson 1910
- Oenoptera rhea Schaus 1914